# MTV Video Music Awards/Best Editing
Der MTV Video Music Award for Best Editing gehört zu den technischen Kategorien. Es ist einer der wenigen Awards, die seit 1984 kontinuierlich vergeben wurden. Von 1984 bis 2006 hieß er Best Editing in a Video.
Wie bei allen technischen Kategorien wird auch in diesem Fall sowohl der Künstler, der Manager des Künstlers als auch der eigentliche Ausführende, in diesem Fall der FilmSchnitt des Videos ausgezeichnet.
Den Rekord halten Jarrett Fijal und Ken Mowe, die den Award je dreimal erhielten. Robert Duffy und Jarrett Fijal wurden außerdem siebenmal nominiert.
An Künstlern gewann Beyoncé den Award viermal. Mit fünf Nominierungen führt sie außerdem die Nominierungsliste an. Beyoncé und Billie Eilish sind außerdem die einzigen Künstler, die den Award sowohl als Performer, als auch als Schnitt erhielten.

## Übersicht
| Award | Jahr | Preisträger                         | für das Video                                                   | Nominierungen |
| ----- | ---- | ----------------------------------- | --------------------------------------------------------------- | --- |
| 1.    | 1984 | Roo Aiken und Godley & Creme        | Herbie Hancock – Rockit                                         | - Duran Duran – The Reflex (Schnitt: Steven Priest) - Billy Idol – Eyes Without a Face (Schnitt: Chris Trexler) - Elton John – I’m Still Standing (Schnitt: Warren Lynch) - The Police – Every Breath You Take (Schnitten: Roo Aiken und Godley & Creme) - ZZ Top – Legs (Schnitten: Sim Sadler und Bob Sarles) - ZZ Top – Sharp Dressed Man (Schnitt: Sim Sadler)                              |
| 2.    | 1985 | Zbigniew Rybczyński                 | The Art of Noise – Close (to the Edit)                          | - Bryan Adams – Run to You (Schnitt: John Mister) - Lindsey Buckingham – Go Insane (Schnitt: David Yardley) - Lindsey Buckingham – Slow Dancing (Schnitt: David Yardley) - Eurythmics – Would I Lie to You? (Schnitt: Glenn Morgan) |
| 3.    | 1986 | David Yardley                       | a-ha – The Sun Always Shines on T.V.                            | - Pat Benatar – Sex as a Weapon (Schnitt: Richard Uber) - Dire Straits – Money for Nothing (Schnitt: David Yardley) - X – Burning House of Love (Schnitt: Dan Blevins) - ZZ Top – Rough Boy (Schnitt: Richard Uber) |
| 4.    | 1987 | Colin Green                         | Peter Gabriel – Sledgehammer                                    | - Bon Jovi – Wanted Dead or Alive (Schnitt: Lisa Hendricks) - Eurythmics – Missionary Man (Schnitt: John Carroll) - Robbie Nevil – C'est La Vie (Schnitt: Rick Elgood) - U2 – With or Without You (Schnitt: Meiert Avis) - Steve Winwood – Higher Love (Schnitt: Peter Kagan, Laura Israel und Glen Lazzarro)                                                                                   |
| 5.    | 1988 | Richard Lowenstein                  | INXS – Need You Tonight/Mediate                                 | - INXS – Devil Inside (Schnitt: Steve Purcell) - Loverboy – Notorious (Schnitt: James Haygood) - Prince (featuring Sheena Easton) – U Got the Look (Schnitt: Charley Randazzo und Steve Purcell) - Bruce Springsteen – Tunnel of Love (Schnitt: Greg Dougherty) |
| 6.    | 1989 | James Haygood                       | Paula Abdul – Straight Up                                       | - Michael Jackson – Leave Me Alone (Schnitt: Paul Diener) - Madonna – Express Yourself (Schnitt: Scott Chestnut) - Jody Watley – Real Love (Schnitt: Scott Chestnut) - Steve Winwood – Roll with It (Schnitt: Scott Chestnut) |
| 7.    | 1990 | James Haygood                       | Madonna – Vogue                                                 | - Aerosmith – Janie’s Got a Gun (Schnitt: James Haygood) - Don Henley – The End of the Innocence (Schnitt: James Haygood) - MC Hammer – U Can’t Touch This (Schnitt: Jonathan Siegel) |
| 8.    | 1991 | Robert Duffy                        | R.E.M. – Losing My Religion                                     | - C+C Music Factory – Gonna Make You Sweat (Everybody Dance Now) (Schnitt: Marcus Nispel) - Deee-Lite – Groove Is in the Heart (Schnitt: Hiroyuki Nakano) - Chris Isaak – Wicked Game (Concept) (Schnitt: Bob Jenkis) - George Michael – Freedom! ’90 (Schnitt: James Haygood und George Michael) - Seal – Crazy (Schnitt: Big TV!)                                                             |
| 9.    | 1992 | Mitchell Sinoway                    | Van Halen – Right Now                                           | - En Vogue – My Lovin' (You're Never Gonna Get It) (Schnitt: Robert Duffy) - Metallica – Enter Sandman (Schnitt: Jay Torres) - Red Hot Chili Peppers – Give It Away (Schnitt: Veronique Labels and Olivier Gajan) - U2 – Even Better Than the Real Thing (Schnitt: Jerry Chater) |
| 10.   | 1993 | Douglas Jines                       | Peter Gabriel – Steam                                           | - Tasmin Archer – Sleeping Satellite (Schnitt: Jeff Panzer, Doug Kluthe und Evan Stone) - Billy Idol – Shock to the System (Schnitt Jim Gable) - R.E.M. – Man on the Moon (Schnitt: Robert Duffy) |
| 11.   | 1994 | Pat Sheffield                       | R.E.M. – Everybody Hurts                                        | - Aerosmith – Amazing (Schnitt: Troy Okoniewski und Jay Torres) - Björk – Human Behaviour (Schnitt: Michel Gondry) - Deep Forest – Sweet Lullaby (Schnitt: Robert Duffy) - Peter Gabriel – Kiss That Frog (Schnitt: Craig Wood) - Meat Puppets – Backwater (Schnitt: Katz) - The Smashing Pumpkins – Disarm (Schnitt: Pat Sheffield) - Stone Temple Pilots – Vasoline (Schnitt: Kevin Kerslake) |
| 12.   | 1995 | Eric Zumbrunnen                     | Weezer – Buddy Holly                                            | - Green Day – Basket Case (Schnitt: Alan Chimenti) - Michael Jackson and Janet Jackson – Scream (Schnitt: Robert Duffy) - Jill Sobule – I Kissed a Girl (Schnitt: Jerry Behrens) - TLC – Waterfalls (Schnitt: Jonathan Silver) |
| 13.   | 1996 | Scott Gray                          | Alanis Morissette – Ironic                                      | - Beck – Where It's At (Schnitt: Eric Zumbrunnen) - Red Hot Chili Peppers – Warped (Schnitt: Hal Honigsberg) - The Smashing Pumpkins – Tonight, Tonight (Schnitt: Eric Zumbrunnen) |
| 14.   | 1997 | Hank Corwin                         | Beck – Devils Haircut                                           | - Jamiroquai – Virtual Insanity (Schnitt: Jonathan Glazer and John McManus) - The Smashing Pumpkins – The End Is the Beginning Is the End (Schnitt: Hal Honigsberg) - The Wallflowers – One Headlight (Schnitt: Einar Thorsteinsson) |
| 15.   | 1998 | Jonas Åkerlund                      | Madonna – Ray of Light                                          | - Aerosmith – I Don’t Want to Miss a Thing (Schnitt: Chris Hafner) - Garbage – Push It (Schnitt: Sylvain Connat) - The Prodigy – Smack My Bitch Up (Schnitt: Jonas Åkerlund) |
| 16.   | 1999 | Haines Hall & Michael Sachs         | Korn – Freak on a Leash                                         | - 2Pac – Changes (Schnitt: Chris Hafner) - Cher – Believe (Schnitt: Scott Richter) - TLC – No Scrubs (Schnitt: Harvey White) |
| 17.   | 2000 | Dylan Tichenor                      | Aimee Mann – Save Me                                            | - Blaque – I Do (Schnitt: Chris Hafner) - Eminem – The Real Slim Shady (Schnitt: Dan Lebental) - Metallica – I Disappear (Schnitt: Nathan Cox) - R.E.M. – The Great Beyond (Schnitt: Igor Kovalik) |
| 18.   | 2001 | Eric Zumbrunnen                     | Fatboy Slim – Weapon of Choice                                  | - Missy Elliott – Get Ur Freak On (Schnitt: Scott Richter) - *NSYNC – Pop (Schnitt: Chrome) - U2 – Elevation (Tomb Raider Mix) (Schnitt: Joseph Kahn) |
| 19.   | 2002 | Mikros und Duran                    | The White Stripes – Fell in Love with a Girl                    | - Missy Misdemeanor Elliott (feat. Ludacris & Trina) – One Minute Man (Schnitt: Jay Robinson) - Eminem – Without Me (Schnitt: David Blackburn) - System of a Down – Chop Suey! (Schnitt: Nicholas Erasmus) |
| 20.   | 2003 | Olivier Gajan                       | The White Stripes – Seven Nation Army                           | - Johnny Cash – Hurt (Schnitt: Robert Duffy) - Missy Elliott – Work It (Schnitt: Chris Davis) - Kenna – Freetime (Schnitt: Vem and Tony) - Radiohead – There There (Schnitt: Ben Foley) |
| 21.   | 2004 | Robert Duffy                        | Jay-Z – 99 Problems                                             | - Jet – Are You Gonna Be My Girl (Schnitt: Megan Bee) - Simple Plan – Perfect (Schnitt: Declan Whitebloom) - The White Stripes – The Hardest Button to Button (Schnitt: Charlie Johnston, Geoff Hounsell und Andy Grieve) - Yeah Yeah Yeahs – Maps (Schnitt: Anthony Cerniello) |
| 22.   | 2005 | Tim Royes                           | Green Day – Boulevard of Broken Dreams                          | - Coldplay – Speed of Sound (Schnitt: Adam Pertofsky) - Foo Fighters – Best of You (Schnitt: Nathan Cox) - Jennifer Lopez – Get Right (Schnitt: Dustin Robertson) - Simple Plan – Untitled (Schnitt: Richard Alarcon) - Gwen Stefani – What You Waiting For? (Schnitt: Dustin Robertson) |
| 23.   | 2006 | Ken Mowe                            | Gnarls Barkley – Crazy                                          | - The All-American Rejects – Move Along (Schnitt: J.D. Smyth) - Angels & Airwaves – The Adventure (Schnitt: Clark Eddy) - Red Hot Chili Peppers – Dani California (Schnitt: Peter Goddard) - U2 – Original of the Species (Schnitt: Olivier Wicki) |
| –     | 2007 | nicht vergeben                      |                                                                 | |
| 24.   | 2008 | Aaron Stewart-Ahn und Jeff Buchanan | Death Cab for Cutie – I Will Possess Your Heart                 | - Erykah Badu – Honey (Schnitt: T. David Binns) - Ne-Yo – Closer (Schnitt: Clark Eddy) - Katy Perry – I Kissed a Girl (Schnitt: Tom Lindsay) - Weezer – Pork and Beans (Schnitt: Jeff Consiglio and Colin Woods) |
| 25.   | 2009 | Jarrett Fijal                       | Beyoncé – Single Ladies (Put a Ring on It)                      | - Coldplay – Viva la Vida (Schnitt: Hype Williams) - Miley Cyrus – 7 Things (Schnitt: Jarrett Fijal) - Lady Gaga – Paparazzi (Schnitt: Danny Tull and Jonas Åkerlund) - Britney Spears – Circus (Schnitt: Jarrett Fijal) |
| 26.   | 2010 | Jarrett Fijal                       | Lady Gaga – Bad Romance                                         | - Eminem – Not Afraid (Schnitt: Ken Mowe) - Miike Snow – Animal (Schnitt: Frank Macias) - Pink – Funhouse (Schnitt: Chris Davis) - Rihanna – Rude Boy (Schnitt: Clark Eddy) |
| 27.   | 2011 | Art Jones at Work                   | Adele – Rolling in the Deep                                     | - 30 Seconds to Mars – Hurricane (Schnitt: Jared Leto, Frank Snider, Michael Bryson, Stefanie Visser and Daniel Carberry) - Manchester Orchestra – Simple Math (Schnitt: Daniels) - Katy Perry (featuring Kanye West) – E.T. (Schnitt: Jarrett Fijal) - Kanye West (featuring Rihanna und Kid Cudi) – All of the Lights (Schnitt: Hadaya Turner)                                                |
| 28.   | 2012 | Jeremiah Shuff und Alex Hammer      | Beyoncé – Countdown                                             | - A$AP Rocky – Goldie (Schnitt: Samantha Lecca) - Gotye (featuring Kimbra) – Somebody That I Used to Know (Schnitt: Natasha Pincus) - Jay-Z and Kanye West – Niggas in Paris (Schnitt: unbekannt) - Kanye West (featuring Pusha T, Big Sean and 2 Chainz) – Mercy (Schnitt: unbekannt) |
| 29.   | 2013 | Jarrett Fijal und Bonch LA          | Justin Timberlake – Mirrors                                     | - Miley Cyrus – We Can’t Stop (Schnitt: Paul Martinez und Nick Rondeau) - Calvin Harris (featuring Florence Welch) – Sweet Nothing (Schnitt: Vincent Haycock und Ross Hallard) - Macklemore & Ryan Lewis (featuring Ray Dalton) – Can’t Hold Us (Schnitt: Ryan Lewis und Jason Koenig) - Pink (featuring Nate Ruess) – Just Give Me a Reason (Schnitt: Jackie London at Sunset Edit)            |
| 30.   | 2014 | Ken Mowe                            | Eminem – Rap God                                                | - Beyoncé – Pretty Hurts (Schnitt: Jeff Selis) - Fitz and the Tantrums – The Walker (Schnitt: James Fitzpatrick) - MGMT – Your Life Is a Lie (Schnitt: Erik Laroi) - Zedd (featuring Hayley Williams) – Stay the Night (Schnitt: Daniel Cloud Campos) |
| 31.   | 2015 | Beyoncé, Ed Burke und Jonathan Wing | Beyoncé – 7/11                                                  | - A$AP Rocky – L$D (Schnitt: Dexter Navy) - Ed Sheeran – Don’t (Schnitt: Jacquelyn London) - Skrillex und Diplo (featuring Justin Bieber) – Where Are Ü Now (Schnitt: Brewer) - Taylor Swift (featuring Kendrick Lamar) – Bad Blood (Schnitt: Chancler Haynes at Cosmo Street) |
| 32.   | 2016 | Jeff Selis                          | Beyoncé – Formation                                             | - Adele – Hello (Schnitten: Xavier Dolan) - David Bowie – Lazarus (Schnitt: Johan Söderberg) - Fergie – M.I.L.F. $ (Schnitt: Vinnie Hobbs) - Ariana Grande – Into You (Schnitt: Hannah Lux Davis) |
| 33.   | 2017 | Ryan Staake und Eric Degliomini     | Young Thug – Wyclef Jean                                        | - Future – Mask Off (Schnitt: Vinnie Hobbs) - Lorde – Green Light (Schnitt: Nate Gross) - The Chainsmokers featuring Halsey – Closer (Schnittin: Jennifer Kennedy) - The Weeknd – Reminder (Schnitt: Red Barbaza) |
| 34.   | 2018 | Taylor Ward                         | N.E.R.D und Rihanna – Lemon                                     | - The Carters – Apeshit (Schnitt: Taylor Ward und Sam Ostrove) - Childish Gambino – This Is America (Schnitt: Ernie Gilbert) - Bruno Mars (featuring Cardi B) – Finesse (Remix) (Schnitt: Jacquelyn London) - Janelle Monáe – Make Me Feel (Schnitt: Deji Laray) - Taylor Swift – Look What You Made Me Do (Schnitt: Chancler Haynes for Cosmo)                                                 |
| 35.   | 2019 | Billie Eilish                       | Billie Eilish – Bad Guy                                         | - Ariana Grande – 7 Rings (Schnitt: Hannah Lux Davis und Taylor Walsh) - Lil Nas X (feat. Billy Ray Cyrus) – Old Town Road (Remix) (Schnitt: Calmatic) - Anderson .Paak (feat. Kendrick Lamar) – Tints (Schnitt: Vinnie Hobbs) - Solange – Almeda (Schnitt: Solange Knowles, Vinnie Hobbs und Jonathon Proctor) - Taylor Swift – You Need to Calm Down (Schnitt: Jarrett Fijal)                 |
| 36.   | 2020 | Alexandre Moors and Nuno Xico       | Miley Cyrus – Mother's Daughter                                 | - James Blake – Can't Believe the Way We Flow (Schnitt: Frank Lebon) - Halsey – Graveyard (Schnitt: Emille Aubry, Janne Vartia and Tim Montana) - Lizzo – Good as Hell (Schnitt: Russell Santos and Sofia Kerpan) - Rosalía – A Palé (Schnitt: Andre Jones) - The Weeknd – Blinding Lights (Schnitt: Janne Vartia and Tim Montana)                                                              |
| 37.   | 2021 | Troy Charbonnet                     | Bruno Mars, Anderson .Paak and Silk Sonic – Leave the Door Open | - BTS – Butter (Schnitt: Yong Seok Choi from Lumpens) - Drake – What's Next (Schnitt: Noah Kendal) - Harry Styles – Treat People with Kindness (Schnitt: Claudia Wass) - Justin Bieber (featuring Daniel Caesar and Giveon) – Peaches (Schnitt: Mark Mayr and Vinnie Hobbs) - Miley Cyrus (featuring Dua Lipa) – Prisoner (Schnitt: William Town)                                               |
| 38.   | 2022 | Jon Echeveste                       | Rosalía – Saoko                                                 | - Baby Keem and Kendrick Lamar – Family Ties (Schnitt: Neal Farmer) - Doja Cat – Get Into It (Yuh) (Schnitt: John Paul Horstmann) - Olivia Rodrigo – Brutal (Schnitt: Alyssa Oh) - (Schnitt: Jon Echeveste) - Taylor Swift – All Too Well (10 Minute Version) (Taylor's Version) (Schnitt: Ted Guard) - The Weeknd – Take My Breath (Schnitt: Nick Rondeau)                                     |
| 39.   | 2023 | Sofia Kerpan and David Checel       | Olivia Rodrigo – Vampire                                        | - Blackpink – Pink Venom (Schnitt: Seo Hyun Seung) - Kendrick Lamar – Rich Spirit (Schnitt: Grason Caldwell) - Miley Cyrus – River (Schnitt: Brandan Walter) - SZA – Kill Bill (Schnitt: Luis Caraza Peimbert) - Taylor Swift – Anti-Hero (Schnitt: Chancler Haynes) |